# Tulsa Roughnecks (NASL)
Los Tulsa Roughnecks fueron un equipo de fútbol de los Estados Unidos que alguna vez jugaron en la NASL, la desaparecida liga de fútbol más importante del país.

## Historia
Fue fundado en el año 1978 en la ciudad de Tulsa, Oklahoma luego de que trasladaran a la franquicia de Team Hawaii. Cuando el equipo se unió a la NASL, fue uno de los más estables y dentro de los 24 participantes, solo 4 habían desaparecido, así como uno de los clubes más regulares de la liga, y tenían uno de los mejores promedios de asistencia a los partidos de la liga.
El récord de asistencia del club en casa fue el 26 de abril de 1980 en un juego ante el New York Cosmos, con victoria de 2-1 ante 30,822 espectadores, y el partido de mayor asistencia de su historia fue ante el mismo rival, pero en New York en la ronda de playoff el 26 de agosto de 1979 al que asistieron 76,031 espectadores.
El club desapareció en 1985, un año después de la desaparición de la NASL.

## Palmarés
- NASL Championships (1)

1983
- Campeón de División (1)
  - División Sur: 1

1983

## Propietarios
- Carl Moore – Copropietario (1978–83)
- Mike Kimbrell – Copropietario (1978–83)
- Rick Lowenherz – Copropietario (1978–83)
- Fred Williams – Copropietario (1978–83)
- Jim Boeh – Director de Comunicaciones
- Noel Lemon – General Mánager
- Tulsa Cable – (1984)

## Entrenadores
| - Bill Foulkes (1978) - Alex Skotarek (1978) - Alan Hinton (1979) - Charlie Mitchell (1980–1981) | - Terry Hennessey (1981–1983) - Steve Earle (1983-84 futsala) - Wim Suurbier (1984) |

## Temporadas
| Año     | Liga                   | G  | P  | Pts | Temporada Regular                            | Playoffs                                         | Asistencia Promedio |
| ------- | ---------------------- | -- | -- | --- | -------------------------------------------- | ------------------------------------------------ | ------------------- |
| 1978    | NASL                   | 15 | 15 | 132 | 2.º, Conferencia Nacional, División Central  | 1.ª Ronda (Minnesota)                            | 11,256              |
| 1979    | NASL indoor            | 0  | 2  | —   | N/A                                          | 3.º, Budweiser Invitational                      | 6,340               |
| 1979    | NASL                   | 14 | 16 | 139 | 3.º, Conferencia Nacional, División Central  | Semifinal (New York)                             | 16,426              |
| 1979–80 | NASL Indoor            | 7  | 5  | —   | 3.º, Oeste                                   | 1.ª Ronda (Minnesota)                            | 4,657               |
| 1980    | NASL                   | 15 | 17 | 139 | 3.º, Conferencia Nacional, División Central  | 1.ª Ronda (New York)                             | 19,787              |
| 1980–81 | NASL Indoor            | 9  | 9  | —   | 2.º, División Sur                            | No clasificó                                     | 5,288               |
| 1981    | NASL                   | 17 | 15 | 154 | 3.º División Central                         | 1.ª Ronda (Minnesota)                            | 17,188              |
| 1981–82 | NASL Indoor            | 10 | 8  | —   | 3.º, Conferencia Americana, División Central | Semifinal (Tampa Bay)                            | 5,308               |
| 1982    | NASL                   | 16 | 16 | 112 | 2.º, División Sur                            | 1.ª Ronda (New York)                             | 14,554              |
| 1983    | NASL Indoor Grand Prix | 4  | 4  | —   | 3.º en Ronda Preliminar                      | Semifinal (Tampa Bay) 3.º Lugar (Ft. Lauderdale) | 3,293               |
| 1983    | NASL                   | 17 | 13 | 145 | 1.º, División Sur                            | Campeón                                          | 12,415              |
| 1983–84 | NASL Indoor            | 11 | 21 | —   | 6.º                                          | No clasificó                                     | 3,707               |
| 1984    | NASL                   | 10 | 14 | 98  | 4.º, División Oeste                          | No calsificó                                     | 7,797               |

## Jugadores

### Jugadores destacados
| - Zequinha (1983–84) - Željko Bilecki (1981–83) - Bob Bolitho (1980–81) - Jack Brand (1979) - Colin Boulton (1978–79) - Viv Busby (1981–82) - Terry Darracott (1979) - David Irving (1980) - Colin Waldron (1978) - Alex Skotarek (1978-81) | - Barry Wallace (1980–84) - Alan Woodward (1979–81) - Johannes Edvaldsson (1980–81) - Iraj Danaeifard (1980–84) - Billy Caskey (1978–84) - Victor Moreland (1978; 1980–84) - Davie Robb (1980) - Greg Villa (1979) - Njego Pesa (1982–83) - Petar Nikezić (1978) |

### Logros Individuales
| Novato del Año - 1981 - Joe Morrone, Jr. JMV Soccer Bowl - 1983 - Njego Pesa Goleador en Fútbol Indoor - 1983 - Laurie Abrahams (12 goles) Mejor Jugador - 1983 - Laurie Abrahams (12 goles, 6 asistencias, 30 puntos) Mejor Jugador Ofensivo - 1983 - Laurie Abrahams Salón de la Fama del Fútbol Canadiense - 2004 - Bob Bolitho - 2005 - Terry Moore - 2008 - Jack Brand Salón de la Fama del Fútbol Indoor - 2012 - Kim Roentved | Primera Selección al Juego de Estrellas - 1983 - Barry Wallace Segunda Selección al Juego de Estrellas - 1981 - Barry Wallace - 1982 - Barry Wallace - 1984 - Terry Moore - 1984 - Victor Moreland Mención de Honor al Juego de Estrellas - 1981 - Duncan McKenzie - 1982 - Laurie Abrahams - 1984 - Ron Futcher Juego de Estrellas Indoor - 1981–82 - Barry Wallace - 1983–84 - Barry Wallace (titular) - 1983–84 - Zequinha (suplente) |